# Ван Велде, Герард
Ге́рард Пи́тер Хе́ндрик ван Ве́лде (нидерл. Gerard Pieter Hendrik van Velde; 30 ноября 1971, Вапенвелд, Гелдерланд, Нидерланды) — нидерландский конькобежец, олимпийский чемпион 2002 года.
Герард ван Велде — один из лучших конькобежцев Нидерландов начала 1990-х годов.
Однако на Олимпиаде 1992 года в Альбервиле и на Олимпиаде 1994 года в Лиллехаммере он не завоевал медалей.
В конце 1990-х годов все конькобежце начали использовать складывающиеся коньки, и ван Велде не смог быстро освоить новые коньки и ушёл из спорта.
Позже его пригласил для совместных тренировок известный нидерландский конькобежец Ринтье Ритсма. Так ван Велде вернулся в активный спорт и был допущен к участию в Олимпиаде 2002 года  в Солт-Лейк-Сити. И ван Велде неожиданно выиграл дистанцию 1000 метров с мировым рекордом — 1:07,18, на 0,35 сек опередив партнёра по команде Яна Боса. На дистанции 500 метров он был четвёртым с результатом по двум забегам 69,49 (34,72 и 34,77).
Через четыре года ван Велде не смог выполнить норматив для допуска к Олимпиаде 2006 года в Турине.

## Лучшие результаты
Лучшие результаты Герарда ван Велде на отдельных дистанциях:
- 100 метров — 9,74 (10 января 2003 года, Солт-Лейк-Сити)
- 300 метров — 22,83 (15 ноября 2003 года, Утрехт)
- 500 метров — 34,59 (6 декабря 2003 года, Калгари)
- 1000 метров — 1:07,18 (9 февраля 2002 года, Солт-Лейк-Сити)
- 1500 метров — 1:48,53 (26 сентября 2004 год,  Калгари)
- 3000 метров — 4:02,18 (30 ноября 1997 год, Калгари)